# Medalla de la Campanya de les Índies Occidentals
La Medalla de la Campanya de les Índies Occidentals (anglès: West Indies Campaign Medal) va ser una condecoració militar de la Marina i el Cos de Marines emesa per al servei al teatre de campanya de les Índies Occidentals de la Guerra hispanoamericana. La medalla es va establir el 27 de juny de 1908 i el primer destinatari del premi va ser el contraalmirall John E. Pillsbury.

## Criteris d'adjudicació
Per ser guardonat amb la Medalla de la Campanya de les Índies Occidentals, un membre del servei havia d'haver realitzat servei de mar a les Índies Occidentals entre l'1 de maig i el 16 d'agost de 1898. El premi només era una condecoració i no hi havia dispositius autoritzats per a enfrontaments múltiples o participació en combats. La condecoració rarament es va atorgar, ja que la majoria del personal de la Marina i el Cos de Marines va rebre la Medalla Sampson per al servei de les Índies Occidentals, i la normativa de la Marina prohibia l'atorgament tant de la Medalla de Sampson com de la Medalla de la Campanya de les Índies Occidentals durant el mateix període de servei.

## Obsolescència
La Medalla de la Campanya de les Índies Occidentals va ser declarada obsoleta per l'Armada dels Estats Units el 1913, després d'una sol·licitud diplomàtica d'Espanya perquè els Estats Units interrompessin les medalles de servei que mostraven els colors nacionals d'Espanya. Com a resultat, els que havien rebut prèviament la Medalla de la Campanya de les Antilles van poder canviar la condecoració per la Medalla de la Campanya Espanyola.

## Disseny
La medalla va ser dissenyada per Bailey Banks & Biddle i s'assemblava a la versió de la Marina de la medalla de la campanya espanyola, ambdues amb la fortalesa del Morro a l'entrada del port de l'Havana.